# Erwin Offeney
Erwin Offeney (* 2. Juni 1889 in Stettin; † 26. Juli 1966 in Berlin) war ein deutscher Komponist und Dirigent.

## Leben
Offeney, Sohn eines Obermusikmeisters (Militärmusiker), studierte nach dem Abitur 1909 Musik und Medizin. Bereits während des Studiums dirigierte er zeitweise große Sinfonieorchester und gab als Pianist Konzerte in anderen europäischen Städten. Nach der zwangsweisen Schaffenspause im Ersten Weltkrieg komponierte er Operetten und spielte Begleitmusik für Stummfilme. Zum 1. Mai 1932 trat er der NSDAP bei (Mitgliedsnummer 1.106.693).
Im Jahr 1933 wurde er Leiter der Musikabteilung der Norma-Ton-Film-Gesellschaft. In dieser Eigenschaft komponierte er Filmmusiken und lernte dadurch auch einige namhafte Akkordeonisten kennen. Das ließ in ihm den Wunsch reifen, selbst Akkordeon zu spielen. Seit 1936 war er Klavier- und Akkordeonlehrer in Berlin-Spandau und gleichzeitig Dirigent des Handharmonika-Orchesters Spandau mit dem Schwerpunkt orchestraler Musik. 1935 schrieb Offeney gemeinsam mit Marc Roland die Musik zu den antisemitischen Kinofilm Nur nicht weich werden, Susanne!. 1937 wurde er mit seinem Orchester bei einem Volksmusikfest in Karlsruhe in der Oberstufe geehrt.
In den folgenden Jahren komponierte er z. B. die noch heute gespielten Stücke Pastorale und Ländler, Träumerei, Suite Nr. 1, Rhapsodische Fantasie in D sowie Appassionata und verfasste 1944 die zweibändige grundlegende Akkordeon-Schule Der Weg zur Meisterschaft (Bosworth-Verlag).
Nach Unterbrechung durch den Zweiten Weltkrieg baute Offeney sein Orchester wieder auf. Als erstes Akkordeonorchester nach dem Krieg konnte Offeneys Ensemble den vollbesetzten Titania-Palast in Berlin begeistern, spielte im Berliner Fernsehsender und wirkte 1953 bei einer Großveranstaltung vor 25.000 Zuhörern mit.
Mit dem Umzug nach Wolfsburg (wahrscheinlich 1957/58) begann er einen kompletten Neuanfang. Am 12. November 1961 gründete er in Wolfsburg das Hohner-Orchester-Offeney, welches später in Akkordeon-Orchester-Wolfsburg umbenannt wurde.

## Werke
- Der Weg zur Meisterschaft. Große Schule des Akkordeon-Spieles nach neuesten Lehrgrundsätzen, zwei Bände, Verlag Bosworth & Co, Wien/Köln 1944